# 蒙福特 (荷蘭)

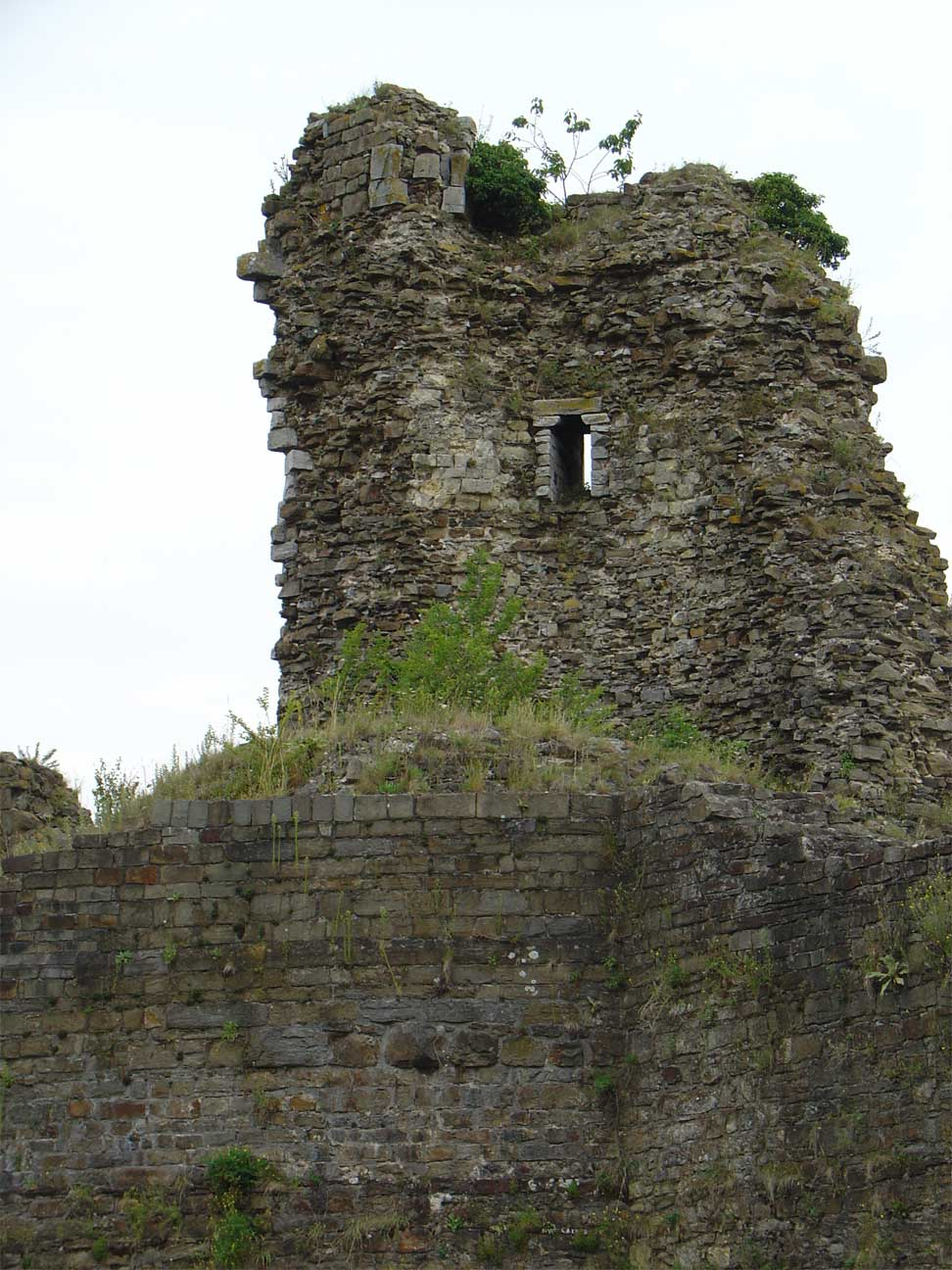

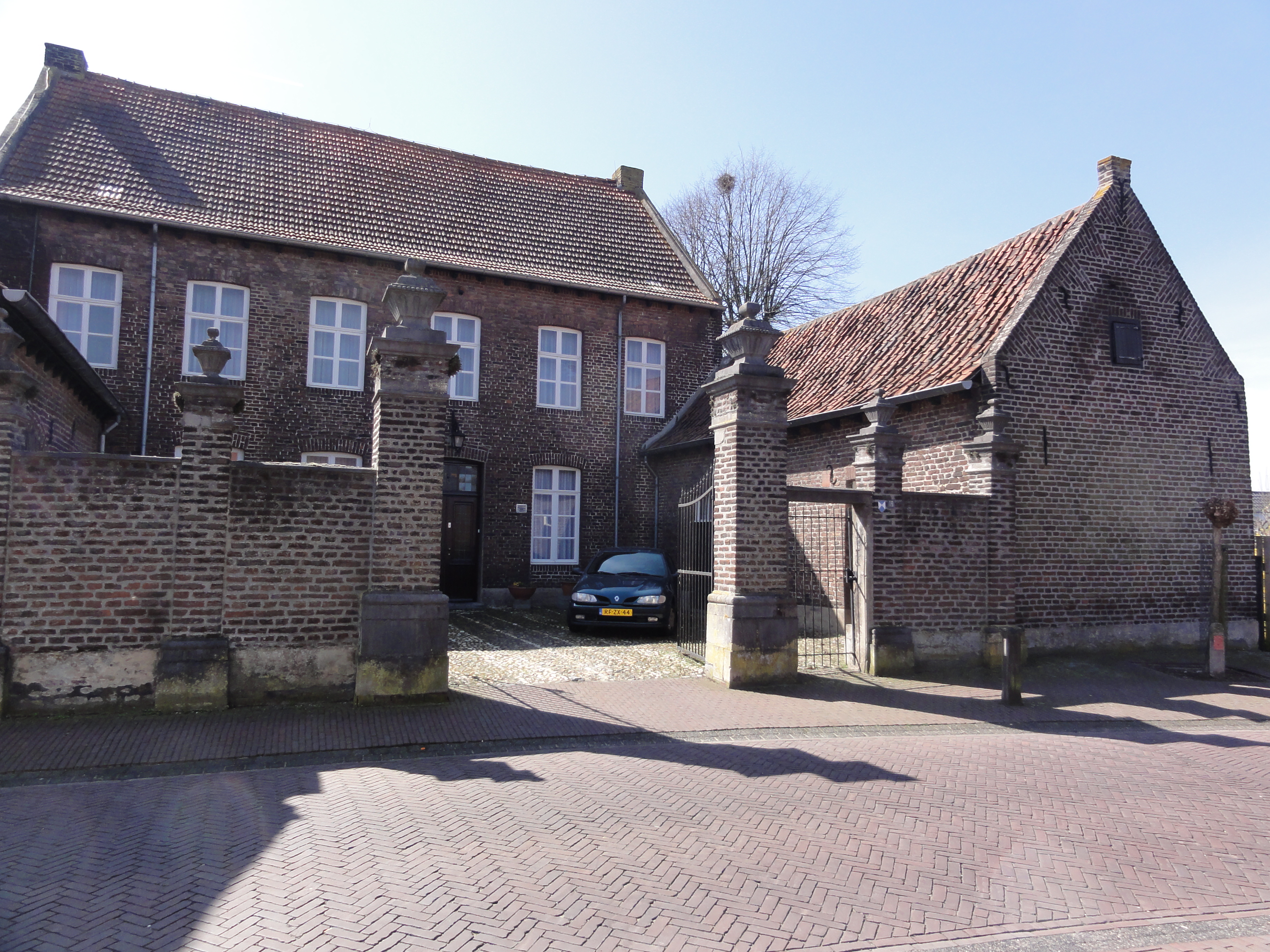

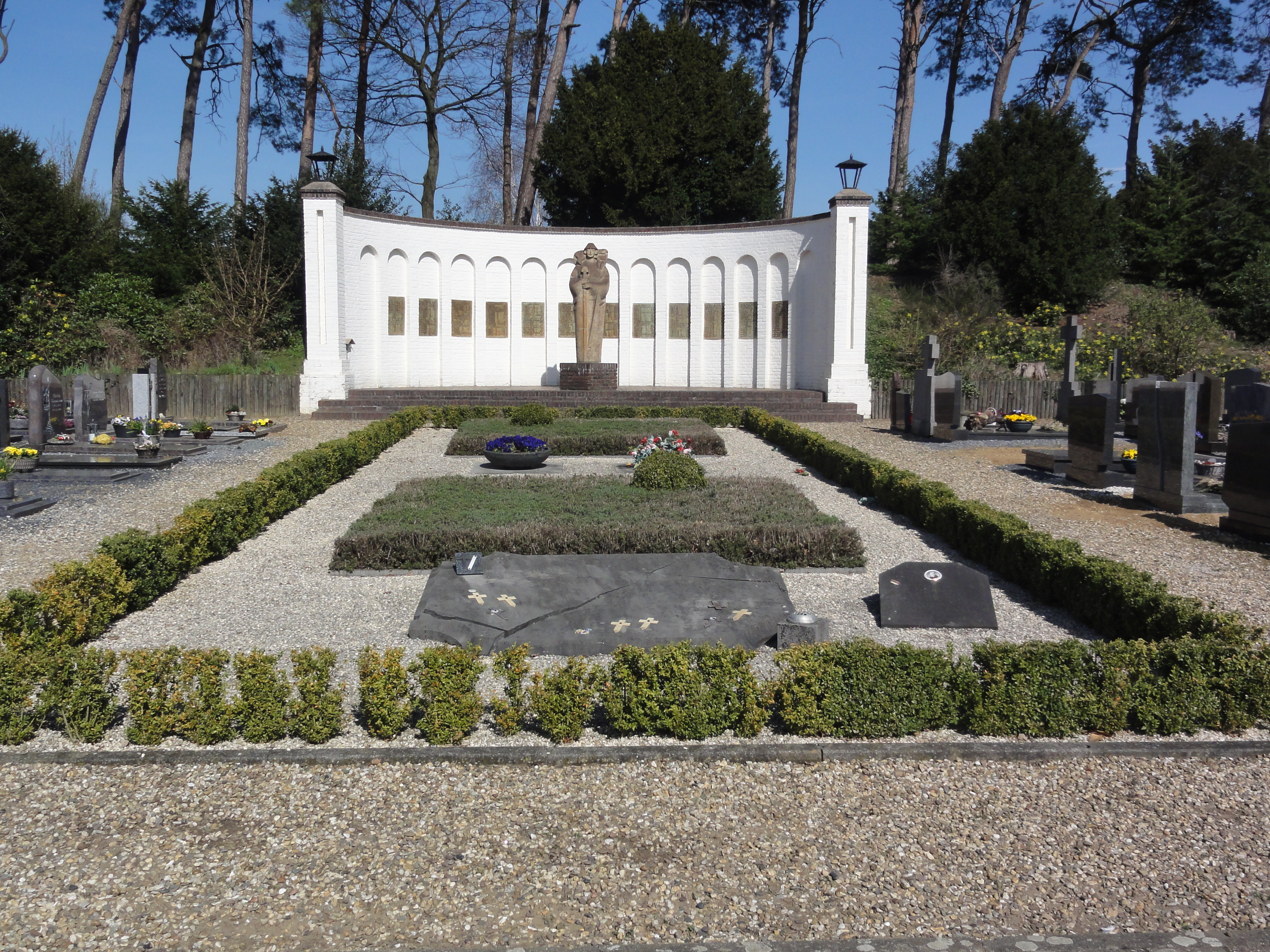

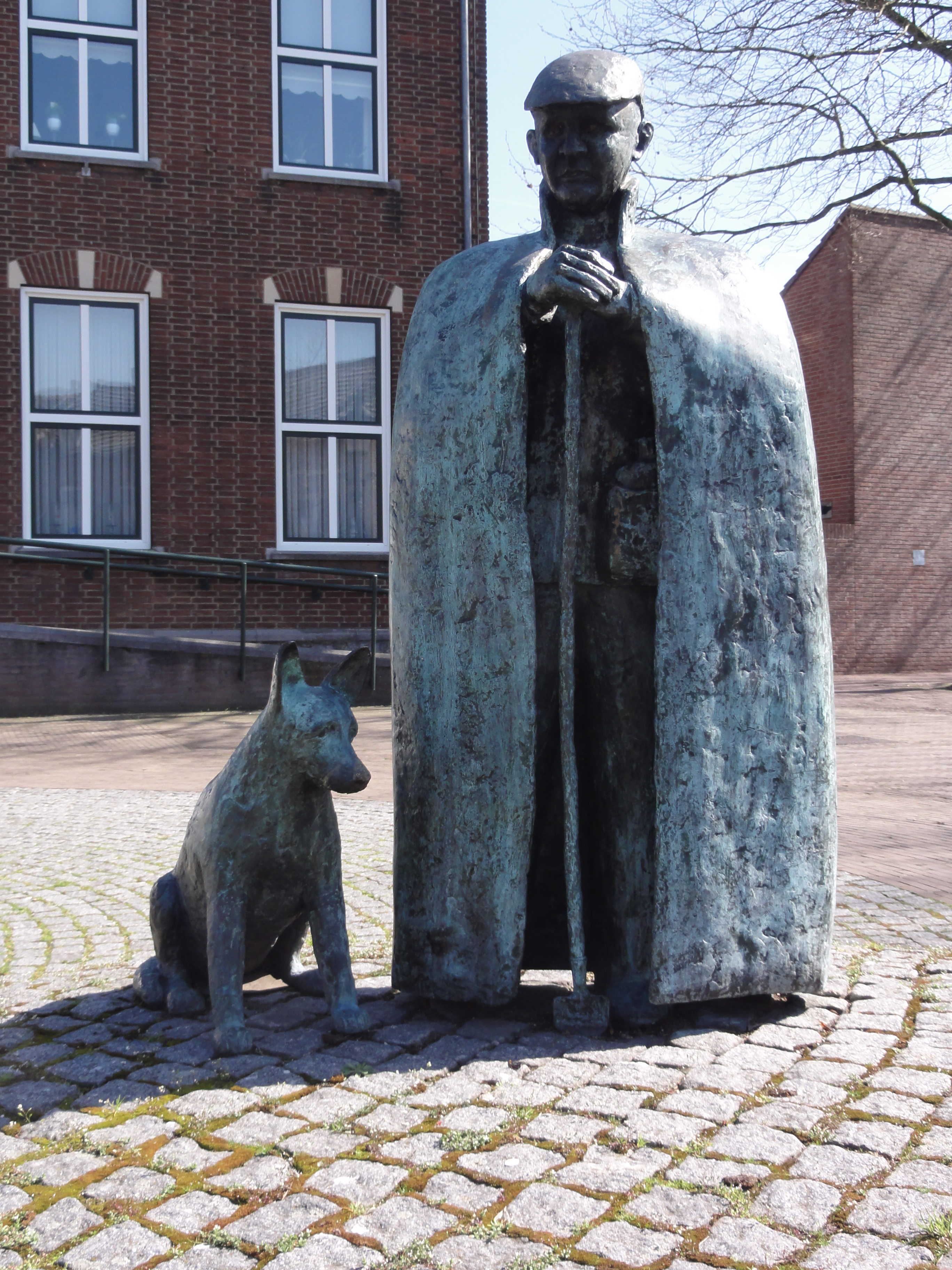

蒙福特是荷蘭的城鎮，位於該國東南部馬士河以東，距離魯爾蒙德約8公里，由林堡省負責管轄，始建於公元900年左右，鎮上有於1260年左右的城堡遺址，2006年人口3,150。

## 外部連結
- Roerdalen （页面存档备份，存于）

51°9′30″N 6°0′47″E / 51.15833°N 6.01306°E